# Miquel Arimany i Coma
Miquel Arimany i Coma (Barcelona, 10 de setembre de 1920 - 30 de juny de 1996) fou un escriptor i editor català.
És fill de Miquel Arimany i Riera († 1939) i Dolors Coma i Jané († 1938).
Estudià peritatge mercantil i fundà l'Editorial Arimany, on va publicar la major part de la seva obra i el seu Diccionari català general (1965-1968), així com nombroses obres per a l'aprenentatge del català. Fou membre de l'Associació d'Escriptors en Llengua Catalana (AELC) i del PEN català i col·laborà als diaris El Punt, La Vanguardia, El Correo Catalán, Avui i a Ràdio 4. El 1984 va rebre la Creu de Sant Jordi de la Generalitat de Catalunya.

## Obra

### Novel·la i narració
- Eduard (1955)
- Una taca de sol (1968)
- La cabra i altres narracions (1984)
- Si la vida ens digués sí (1988)
- Memòries de mi i de molts altres (1993)

### Poesia
- D'aire i de foc (1959)
- Cançons per a no cantar (1978)
- Petit poema de Catalunya (1978)
- Paisatges de Catalunya (1979)
- Miquel Arimany, Enric Morera: poemes i dibuixos (1983)
- De foc i d'aire (1980)
- L'ombra del vent (1987)

### Teatre
- El comte Arnau (1968)

### Assaig
- Maragall 1860, 1911, 1961 (1964)
- Per un nou concepte de la Renaixença (1965)
- I els catalans també (1965, premi J. Yxart)
- Símbol vivent, biografia de Rafael Tasis (1967)
- L'avantguardisme en la poesia catalana actual (1972)
- Aspectes de nova observació en l'obra poètica de Jacint Verdaguer (1986)

### Traduccions
- La balada de la presó de Reading, traducció de l'anglès d'Oscar Wilde (1958)
- La Família del barri xinès, traducció de l'anglès de Lin Yutang (1966)
- El cementiri marí, traducció del francès de Paul Valéry (1971)
- Paul Valéry en els seus millors escrits, traducció del francès de Paul Valéry (1972)
- Gust de pa [amb Tadeusz Malinowski], traducció del polonès de Karol Wojtyla (1981)
- Versions de poesia (1986) amb poemes traduïts d'Oscar Wilde, Paul Valéry i T. S. Eliot[4]